# Bernard Tschumi

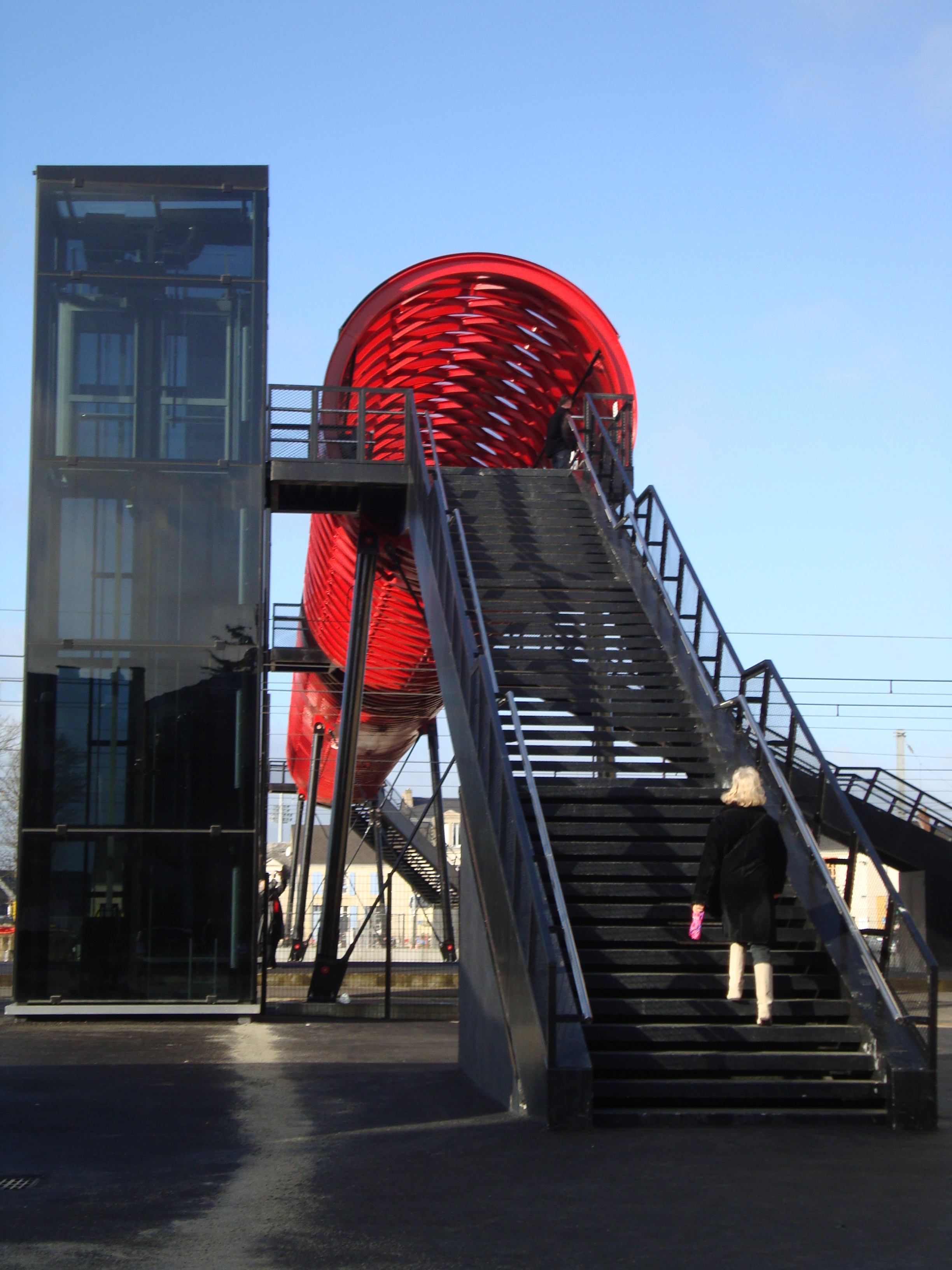
Gångramp på järnvägsstationen i La Roche-sur-Yon

Bernard Tschumi, född 25 januari 1944 i Lausanne i Schweiz, är en schweizisk-fransk arkitekt. Bernard Tschumi utbildade sig i Paris samt på ETH i Zürich, där han avlade arkitektexamen 1969. Han har varit lärare vid arkitektskolor i Storbritannien och USA, bland annat vid Columbia University i New York, där han var chef för Graduate School of Architecture, Planning and Preservation 1988-2003.

## Verk i urval
- Parc de la Villette i Paris i Frankrike, 1983–98
- Alfred Lerner Hall vid Columbia University i New York i USA, 1999
- Akropolismuseet i Aten i Grekland, 2002–08
- Paul L. Cejas School of Architecture på Florida International University i Miami i USA 2004
- Vacheron Constantins huvudkontor i Genève i Schweiz, 2004
- Lindner Athletic Center vid University of Cincinnati i Cincinnati i USA, 2006
- Konserthuiset i Limoges i Frankrike, 2007